# Dibutylzinnbis(acetylacetonat)
Dibutylzinnbis(acetylacetonat) ist eine organische Verbindung und gehört zu den Gruppen der zinnorganischen Verbindungen und der Acetylacetonate.

## Eigenschaften
Dibutylzinnbis(acetylacetonat) ist ein gelber Feststoff mit niedrigem Schmelzpunkt. Der Schmelzpunkt ist abhängig von Reinheit, wobei ein verunreinigtes Produkt bei Raumtemperatur flüssig sein kann. Die Verbindung zersetzt sich bei Erhitzung über 142–158 °C.

## Verwendung
Dibutylzinnbis(acetylacetonat) wird zur Herstellung von transparenten elektrisch leitenden Schichten und als Katalysator zur Herstellung von Polyurethan verwendet.